# NGC 6211
NGC 6211 est une galaxie lenticulaire barrée située dans la constellation du Dragon. Sa vitesse par rapport au fond diffus cosmologique est de 5 261 ± 20 km/s, ce qui correspond à une distance de Hubble de 77,6 ± 5,4 Mpc (∼253 millions d'al). NGC 6211 a été découverte par l'astronome américain Lewis Swift en 1887.
NGC 6211 est une galaxie active de type Seyfert 2.

## Supernova
La supernova SN 2013cw a été découverte dans NGC 6211 le 29 mai 2013 par les astronomes amateurs canadien Jack Newton et américain Tim Puckett. Cette supernova était de type Ia.